# 사와라시
사와라시(일본어: 佐原市)는 일본 지바현에 있던 도시이다. 2006년 3월 27일에 사와라 시는 가토리군 구리모토 정, 오미가와 정, 야마다 정과 합쳐져 새로운 가토리시를 이루었다.

## 역사
- 1889년 4월 1일 : 가토리 군 사와라 정이 탄생하였다.
- 1951년 3월 15일 : 가토리 군 사와라 정, 가토리 정, 히가시오도 촌, 고자이 촌이 합병, 사와라 시가 탄생하였다.
- 2006년 3월 27일 : 가토리 군 구리모토 정, 오미가와 정, 야마다 정과의 합병에 의해 가토리 시가 신설되어 사와라 시는 소멸하였다.